# Fußball-Weltmeisterschaft 1970/Rumänien
Dieser Artikel behandelt die rumänische Fußballnationalmannschaft bei der Fußball-Weltmeisterschaft 1970.

## Qualifikation
| Portugal     | - | Rumänien     | 3:0 | Jacinto Santos 21' 72', Jacinto João 33'    |
| Rumänien     | - | Schweiz      | 2:0 | Dumitrache 51', Domide 74'                  |
| Griechenland | - | Rumänien     | 2:2 | Sideris 51', Dedes 60' / Dumitrache 53' 66' |
| Schweiz      | - | Rumänien     | 0:1 | Michaud 33' (Eigentor)                      |
| Rumänien     | - | Portugal     | 1:0 | Dobrin 30'                                  |
| Rumänien     | - | Griechenland | 1:1 | Dembrovszki 36' / Domazos 50'               |

## Rumänisches Aufgebot
| Nr.               | Name                | Verein vor WM-Beginn | Geburtstag | Spiele   | Tore     | Gelbe Karte | Rote Karte |
| Torhüter          | Torhüter            | Torhüter             | Torhüter   | Torhüter | Torhüter | Torhüter    | Torhüter   |
| ----------------- | ------------------- | -------------------- | ---------- | -------- | -------- | ----------- | ---------- |
| 1                 | Necula Răducanu     | Rapid Bukarest       | 10.05.1946 | 1        | 0        | 0           | 0          |
| 21                | Stere Adamache      | Steagul roșu Brașov  | 17.08.1941 | 3        | 0        | 0           | 0          |
| 22                | Gheorghe Gornea     | UTA Arad             | 02.08.1944 | 0        | 0        | 0           | 0          |
| Abwehrspieler     |                     |                      |            |          |          |             |            |
| 2                 | Lajos Sătmăreanu    | Steaua Bukarest      | 21.02.1944 | 3        | 0        | 0           | 0          |
| 3                 | Nicolae Lupescu     | Rapid Bukarest       | 17.12.1940 | 3        | 0        | 0           | 0          |
| 4                 | Mihai Mocanu        | Petrolul Ploiești    | 24.02.1942 | 3        | 0        | 1           | 0          |
| 5                 | Cornel Dinu         | Dinamo Bukarest      | 02.08.1948 | 3        | 0        | 0           | 0          |
| 6                 | Dan Coe             | Rapid Bukarest       | 08.09.1941 | 0        | 0        | 0           | 0          |
| 12                | Mihai Ivăncescu     | Steagul roșu Brașov  | 22.03.1942 | 0        | 0        | 0           | 0          |
| 13                | Augustin Deleanu    | Dinamo Bukarest      | 27.08.1944 | 0        | 0        | 0           | 0          |
| 20                | Nicolae Pescaru     | Steagul roșu Brașov  | 27.03.1943 | 0        | 0        | 0           | 0          |
| Mittelfeldspieler |                     |                      |            |          |          |             |            |
| 7                 | Emerich Dembrovszki | Dinamo Bacău         | 06.10.1945 | 3        | 1        | 0           | 0          |
| 8                 | Nicolae Dobrin      | FC Argeș Pitești     | 26.08.1947 | 0        | 0        | 0           | 0          |
| 10                | Radu Nunweiller     | Dinamo Bukarest      | 16.11.1944 | 3        | 0        | 1           | 0          |
| 14                | László Gergely      | Dinamo Bukarest      | 28.10.1941 | 1        | 0        | 0           | 0          |
| 15                | Ion Dumitru         | Rapid Bukarest       | 02.01.1950 | 3        | 0        | 1           | 0          |
| Stürmer           |                     |                      |            |          |          |             |            |
| 9                 | Florea Dumitrache   | Dinamo Bukarest      | 22.05.1948 | 3        | 2        | 0           | 0          |
| 11                | Mircea Lucescu      | Dinamo Bukarest      | 29.07.1945 | 3        | 0        | 0           | 0          |
| 16                | Alexandru Neagu     | Rapid Bukarest       | 19.07.1948 | 3        | 1        | 0           | 0          |
| 17                | Gheorghe Tătaru     | Steaua Bukarest      | 05.05.1948 | 3        | 0        | 0           | 0          |
| 18                | Marin Tufan         | Farul Constanța      | 16.10.1942 | 0        | 0        | 0           | 0          |
| 19                | Flavius Domide      | UTA Arad             | 11.05.1946 | 0        | 0        | 0           | 0          |
| Trainer           |                     |                      |            |          |          |             |            |
|                   | Angelo Niculescu    |                      | 01.10.1921 |          |          |             |            |

## Spiele der rumänischen Mannschaft

### Erste Runde
- England –  Rumänien 1:0 (0:0)

Stadion: Estadio Jalisco (Guadalajara)
Zuschauer: 95.261
Schiedsrichter: Loraux (Belgien)
Tore: 1:0 Hurst (65.)
- Rumänien –  Tschechoslowakei 2:1 (0:1)

Stadion: Estadio Jalisco (Guadalajara)
Zuschauer: 56.818
Schiedsrichter: de Leo (Mexiko)
Tore: 0:1 Petráš (5.), 1:1 Neagu (52.), 2:1 Dumitrache (75.) 11 m
- Brasilien –  Rumänien 3:2 (2:1)

Stadion: Estadio Jalisco (Guadalajara)
Zuschauer: 50.804
Schiedsrichter: Marschall (Österreich)
Tore: 1:0 Pelé (19.), 2:0 Jairzinho (22.), 2:1 Dumitrache (34.), 3:1 Pelé (67.), 3:2 Dembrovszki (84.)
So torarm wie in Gruppe 2 ging es in Gruppe 3 glücklicherweise nicht zu. Zwar setzten sich auch hier die Favoriten Brasilien und England durch, doch dazu mussten die beiden Teams wesentlich mehr Treffer erzielen. Während Pelé & Co. die ČSSR (4:1) deutlich, England (1:0) und Rumänien (3:2) knapp bezwangen, wurde es für den Weltmeister von 1966 recht eng. Rumänien und die sieglose ČSSR konnten jeweils mit 1:0 besiegt werden – das reichte für Platz zwei.